# Граф Каліостро
Граф Алесса́ндро Каліо́стро (італ. Alessandro Cagliostro, справжнє ім'я — Джузепе Бальзамо (італ. Giuseppe Balsamo); 2 червня 1743, Палермо — 26 серпня 1795, замок Сан-Лео) — відомий містик і авантюрист.
Народився у сім'ї сміттяра.

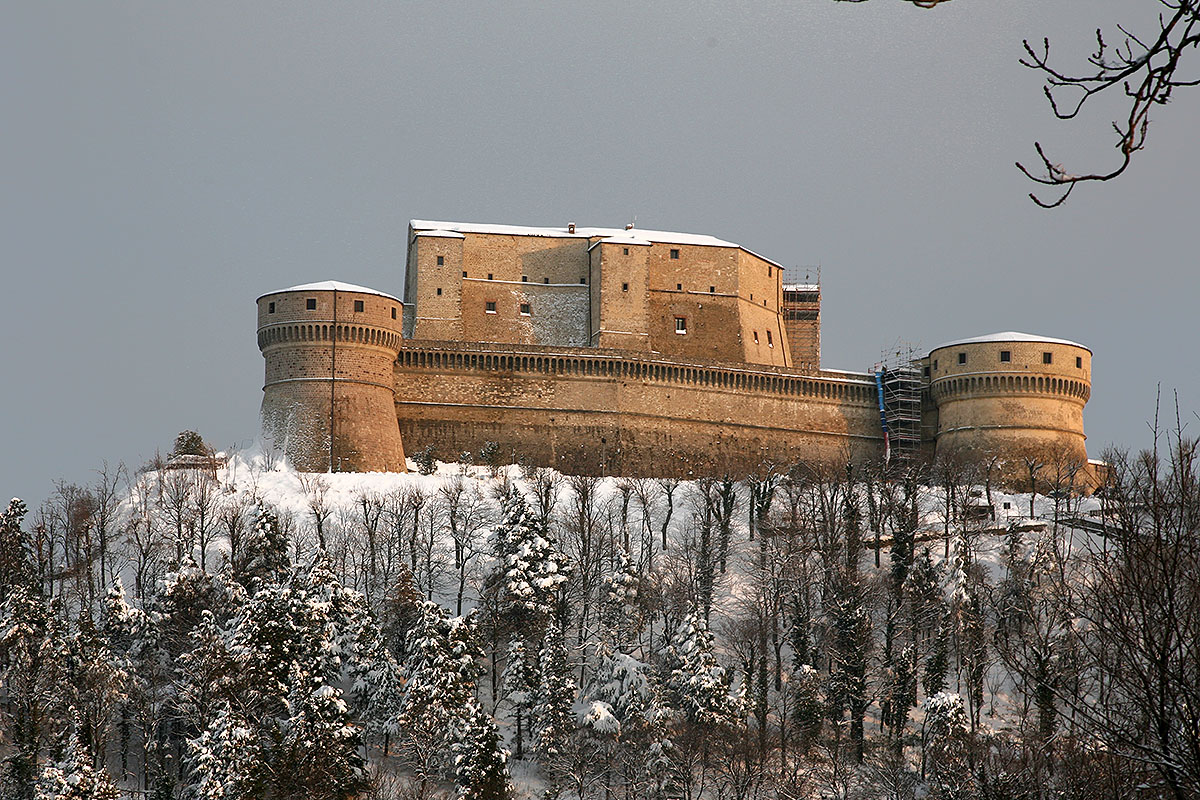
Фортеця Сан-Лео,
де граф Каліостро провів останні роки свого життя

За однією з версій, задушений за наказом Папи Римського. Серед його знайомих, зокрема, Тадеуш Грабянка.

## Біографія
Джузеппе Бальзамо народився в червні 1743 року в Палермо на Сицилії в родині дрібних торговців тканинами.
Батьки прагнули дати синові хорошу освіту, наскільки дозволяли їхні кошти. У нього були здібності до ботаніки, медицини і хімії. З огляду на це, Джузеппе віддали в монастир святого Бенедикта на виховання ченцю-аптекарю. Саме в його лабораторії Бальзамо творив свої перші досліди. Юний авантюрист виготовляв приворотне зілля, еліксир молодості і інші ліки. Але йому недовго довелося займатися вивченням наук, оскільки, викритий в шахрайстві, він був змушений втекти до Палермо.

### Перші шахрайства
Рід діяльності Джузеппе охоплював досить широкий спектр. Він підробляв паспорти, квитанції, театральні квитки, виготовляв фальшиві карти із зазначенням місця неіснуючих скарбів, за винагороду міг фальсифікувати заповіт або будь-який підпис.
Джузеппе близько сходиться з багатим лихварем по імені Мурано і захоплює його розповідями про скарб, що захований в якійсь печері. Шахрай привів лихваря до заповітної печери, де повідомив про умови, на яких можна було заволодіти скарбами. Звичайно ж, Мурано був готовий виконати будь-які умови. І ось з глибини печери пролунав голос, що віщає, що той повинен покласти біля входу в печеру «подарунок» для духів — а саме, 60 унцій золота.
Після довгих мук, Мурано вирішив виконати те, про що його просили демони, оскільки скарб повинен був перевищувати розмір підношення в кілька разів. Але, варто було бідоласі принести золото до заповітної печері, як «демони» його оточили, затягли в найдальший кут і стали нещадно бити.
Коли екзекуція закінчилася, старий лихвар почув, що тепер він повинен лежати на землі нерухомо цілу годину, тільки тоді духи відкриють йому місцезнаходження скарбу. Але ні через годину, ні через два він так і не почув нічийого голосу. Мурано зрозумів, що його просто обдурили.

### Графський титул
Роз'їжджаючи по Італії в пошуках заробітку, Джузеппе зустрів в Мессіні окультиста Альтотасома. Альтотасом був сильний в медицині, хімії та біології — публіка не втомлювалася радіти та дивуватися його чарівним трюкам. Отже, молодий окультист і східний маг, познайомившись, вирушили разом у подорож по Сходу.
Однак перш ніж вирушити у далекий шлях, Джузеппе вирішив відвідати свою родичку в Мессіні — Вінченцо Каліостро, яка припадала йому тіткою. Дізнавшись, що вона померла, і її майно поділено між родичами, Джузеппе Бальзамо успадкував її титул і з тих пір став називати себе графом Каліостро.
Отже, Альтотасом з графом Каліостро вирушили до Єгипту. В Олександрії окультисти у місцевих факірів перейняли складні фокуси. Граф Каліостро відкрив в собі здібності до гіпнозу, і, називаючи себе учнем графа Сен-Жермена, опанував прийоми азартних карткових ігор. Він прагнув до розгадування виграшних карт, що обіцяло Джузеппе колосальні прибутки.
Оскільки Альтотасом мав деякі пізнання в хімії, це дозволяло виробляти тканини, пофарбовані під золото. Єгиптяни дуже цінували таку тканину, і справи магістрів йшли непогано. Крім того, вони займалися виготовленням еліксиру молодості, а також пошуками філософського каменю.

### Одруження
Однак незабаром Альтотасом зник, і граф Каліостро вирушив до Неаполя, везучи з собою рекомендаційні листи, для того, щоб отримати доступ до вищого світу. Йому щастило: авантюрист легко сходився з впливовими людьми, які надають йому заступництво. Увійшовши в аристократичне коло, Джузеппе зачарував членів суспільства розповідями про Схід і навіть виготовляв еліксири, правда, за пристойну винагороду.
У Римі окультист захопився Лоренцою Фелічіані, яка була служницею. Граф Каліостро на ній одружився, не без вигоди для себе. Ставши чоловіком Лоренци, він виклав молодій дружині свої погляди на життя, що стосуються чесноти і подружньої честі. «Немає нічого поганого в зраді, якщо вона відбувається з відома чоловіка», — говорив граф дружині. Звичайно, Лоренцу шокували подібні заяви, але, оскільки вона вже встигла прив'язатися до чоловіка, про розірвання шлюбу не йшлося. Згодом Лоренца змінила ім'я, ставши Серафимою, і не раз спокушала багатіїв з метою «розкрутити» їх на кругленьку суму, необхідну на безбідне проживання подружжя Каліостро.
Граф Каліостро, одружившись, став подорожувати в пошуках заробітку разом з Лоренцою. У Барселоні вони провели півроку, де окультист видавав себе за багатого римлянина, що таємно одружився і ховається від родичів. Він був до того переконливий, що йому позичали гроші. Однак офіційних документів, що підтверджують його титул і положення, у графа Каліостро не було, що спровокувало скандал. Графа виручила Лоренца, спокусивши багатого аристократа. Гучну справу зам'яли і подружжю навіть дали грошей на дорогу.

### Різні афери
Прибувши в Англію, окультист зробив чергову аферу, викравши у знатної дами золоту скриньку і діамантове кольє. Каліостро переконав мадам Фрей в тому, що найкращий спосіб помножити багатство полягає в тому, щоб закопати це багатство в землю. Втративши, таким чином, цінності, жінка звернулася в суд. Там мадам Фрей чекало розчарування — через нестачу доказів графа Каліостро виправдали.
В Англії Лоренці рідко вдавалося спокусити багатіїв, оскільки манірні англійці прагнули обійти адюльтер, тому подружжя часто голодувало, їм не було чим заплатити за квартиру. В результаті Каліостро, наробивши боргів, потрапив за ґрати. Але Лоренца врятувала свого чоловіка, розжалобивши якогось знатного пана, який сплатив викуп за арештанта.
У Марселі подружжя Каліостро познайомилися з алхіміками, які билися над складанням рецепту еліксиру вічного життя. Однак графу Каліостро швидко набридло це заняття, і під приводом пошуків якоїсь невідомої трави, нібито необхідної для зілля, він покинув старих. Втім, йому з собою в дорогу дали грошей, з тим, щоб пошуки увінчалися успіхом.
Ще трохи помандрувавшм по півдню Іспанії, обібравши мимохідь в Кадісі ще одного любителя алхімії, шахрай знову вирішив вирушити до Лондона. Там він зійшовся з групою людей, які мріяли винайти спосіб вгадування виграшних лотерейних номерів. Влаштувавши так, що один із зазначених ним перших номерів виграв солідну суму, граф Каліостро, як би, між іншим, оголосив, що для нього не складає труднощів виготовляти золото і діаманти. Йому тут же дали значну суму на виготовлення коштовностей.
Коли обман розкрився, на фальсифікатора подали скаргу, звернувшись до суду. Однак удача не відвернулася від графа: він зумів довести, що не брав грошей, а кабалістикою займався виключно для себе, в розважальних цілях.

### Великий Копт
У 1776 році граф Каліостро заснував таємну єгипетську масонську ложу, в яку входила європейська знать. Трюки з перетворенням неблагородних металів в золото, а також спіритичні сеанси припали до смаку місцевим аристократам. Те, що старші майстри в ложах нікому не підкоряються, призвело до того, що окультист проголосив себе Великим Коптом, який ніким не контролюється. Засноване ним єгипетське масонство приносило ложі непогані доходи, якими граф розпоряджався на власний розсуд.
Масони щедро підтримували знаменитого окультиста, розсудивши, що його діяльність приверне в ложу численних прихильників старозавітного вчення.
Він придумав складний обряд посвячення в єгипетське масонство. Охочих вступити в таємну ложу виявилося більш ніж достатньо, адже всемогутній каббаліст обіцяв довгожительство, вічну молодість і красу, а також духовну досконалість. Членами спільноти могли стати тільки зрілі люди — жінки, не молодше 35 років і кавалери, яким вже виповнилося 50. Легковажній молоді, на думку Великого Копта, в ложі нічого було робити.

### Мандрівка до Росії
Подружжя Каліостро в 1778 році прибуло у Санкт-Петербург, де була представлене Катерині Другій, яка займала в цей час царський престол. Рекомендаційні листи від європейських знатних осіб багато в чому посприяли Каліостро наближенню до імператриці.
Граф розгортає в Петербурзі бурхливу діяльність. Він зцілює хворих, причому абсолютно безкоштовно, виганяє диявола і виготовляє приворотне зілля. Слава про графа Каліостро швидко поширилася серед палацової знаті. Йому стали замовляти еліксири молодості, які окультист виготовляв вже за винагороду. Лоренца розпустила слух, що їй шістдесят років, а добре виглядати їй допомагає чудесне зілля, яке виготовляє її чоловік. Від бажаючих придбати флакончик чудодійного засобу не було відбою. Насправді ж їй ледь виповнилося двадцять п'ять років.
Лоренца в Петербурзі користувалася підвищеною чоловічою увагою. Навіть фаворит імператриці князь Потьомкін не встояв перед красою Лоренци, втім, не без схвалення з боку великого цілителя і окультиста. Оскаженіла Катерина Друга, дізнавшись про зраду коханого князя, наказала забиратися з Санкт-Петербурга графу з дружиною. Тим більше що напередодні вибухнув великий скандал з приводу цілительських здібностей графа.
У однієї знатної дами смертельно захворіло немовля. Лікарі відмовлялися його лікувати. Тоді, почувши про неймовірні чудеса, які творив Каліостро, послали за ним. Граф Каліостро погодився вилікувати дитину від смертельної недуги, поставивши умовою, що дитина буде два тижні перебувати в його будинку, оскільки він не бажає розкривати таємні методи свого лікування. Батькам було заборонено відвідувати дитя. Через два тижні малюк був повернутий батькам, однак мати запідозрила підміну. Фальсифікація швидко розкрилася, і графу довелося в терміновому порядку покинути Росію.

### Арешт та смерть
У 1789 році Каліостро повертається в Рим з тим, щоб створити тут одну з таємних масонських лож. Однак окультист не знав, що за час його відсутності, тут відбулися деякі політичні зміни. Духовенство було налякане Великою Французькою революцією, яка відбулася 14 липня 1789 року і ознаменувати взяттям Бастилії. Масони зазнали гонінь з боку церкви, оскільки були звинувачені в пособництві в революційному повстанні.
Графа Каліостро заарештували, пред'явивши йому звинувачення у франкмасонстві, чаклунстві, а заодно в шахрайстві. На судовому процесі Лоренца дала свідчення проти чоловіка, але жінку також засудили до довічного ув'язнення в один з монастирів. Довго вона там не прожила — померла від якоїсь хвороби.
Графу Каліостро винесли страшний вирок — його чекало публічне спалення на багатті. Однак в день страти Папа змінив своє рішення, замінивши спалення публічним покаянням, після чого його повинні були заточити в замку Сан-Лео на все життя. У 1791 році алхімік, демонолог і цілитель граф Каліостро розкаявся, а його книги, зілля та інше «чарівне» майно було спалено на площі перед церквою Санта-Марія.
Провівши 4 роки у в'язниці, 26 серпня 1795 року граф Каліостро помер, за свідченням одних сучасників, від пневмонії.